# Anno 1800
Anno 1800 est un jeu vidéo de gestion et de stratégie en temps réel, développé par Blue Byte, édité par Ubisoft et sorti le 16 avril 2019 sur Microsoft Windows.

## Univers
Anno 1800 se déroule, comme son titre l'indique, au début du XIXe siècle, lors de la révolution industrielle,.

### Scénario
Le héros, incarné par le joueur, est le fils/fille d'un homme à la réputation injustement salie et qui choisit de rebâtir l'empire familial sur des terres abandonnées. Il devra gérer aussi bien les ressources de l'Ancien Monde que les possibilités offertes par l'exploration du Nouveau Monde.

### Niveau de Civilisation
Chaque niveau de civilisation reflète le niveau de développement économique et culturel de la population du joueur. Il existe cinq niveaux de civilisation chacun donnant accès à de nouveaux bâtiments et à de nouvelles possibilités de production. Les habitants ne passent au niveau de civilisation suivant que si leurs besoins sont satisfaits. Cependant, plus leur niveau est élevé, plus il est difficile de satisfaire leurs besoins, et donc de passer au niveau supérieur.

#### Niveau de civilisation de l'«Ancien Monde»
- Fermiers : les agriculteurs sont le premier niveau résidentiel. Lorsque vous construisez de nouvelles maisons, les agriculteurs emménagent. Ils ont les besoins les plus élémentaires de tous les niveaux.
- Ouvriers Les ouvriers représentent l'essentiel de la population au XIXe siècle où prend place le jeu. Ils fournissent une main-d'œuvre importante, travaillant dans des usines.
- Artisans Appartenant au troisième niveau résidentiel, les artisans sont la classe moyenne éduquée qui se concentre non seulement sur l'industrie et le commerce, mais aussi sur l'artisanat spécialisé.
- Ingénieurs Les ingénieurs sont la nouvelle élite instruite, qui cherche à pousser le monde dans une ère moderne grâce à la révolution technologique.
- Investisseurs Le cinquième et dernier niveau, les investisseurs sont la riche élite de l'Ancien Monde, les membres d'une classe supérieure qui ont bâti des fortunes sur des héritages ou grâce à leur esprits et à la sueur de leurs fronts.

#### Niveau de civilisation du«Nouveau Monde»
- Jornaleros : les jornaleros sont les fermiers du Nouveau Monde, des gens pieux et travailleurs qui sont animés par le rêve d'indépendance à l'aube d'une nouvelle ère.
- Obreros : deuxième niveau de la population du Nouveau Monde, les Obreros sont les habitants qui ont trouvé leur chemin des terres agricoles vers les villes en tant que commerçants.
- [DLC] Artiste : dernier niveau de population du Nouveau Monde, les artistes ont l'art dans la peau : ils sont auteurs d'innombrables inventions et n'aspirent qu'à savourer la vie et ses délices !

#### Niveau de civilisation de l'Arctique
Disponible avec le DLC Anno 1800 : Le passage.
- Explorateurs : premier niveau de la population de l'Arctique, les explorateurs sont venus dans l'Arctique pour se mettre au défi, honorer les histoires de leurs pères et apprécier la beauté innée du pôle Nord.
- Techniciens : deuxième niveau de la population de l'Arctique, les techniciens sont venus dans l'Arctique à la recherche de la percée scientifique qui leur donnera enfin la reconnaissance dont ils rêvent.

#### Niveau de civilisation de Enbesa
Disponible avec le DLC Anno 1800 : Terre des lions.
- Bergers : les bergers sont le premier des deux niveaux résidentiels de l'Enbesa. Ils aiment la nature et les histoires au coin du feu, alors que la vie citadine et la politique semblent les fatiguer. Leurs compétences résident dans l'agriculture et l'élevage.
- Anciens : deuxième niveau résidentiel d'Enbesa, l'expérience des aînés leur ont donné une vision plus austère de la vie. Bien qu'ils puissent être durs et critiques, leur caractère affirmé cache une nature bienveillante envers ceux qui parviennent à gagner leur respect.

## Système de jeu
Anno 1800 est un jeu de stratégie et de gestion dans lequel le joueur doit établir et faire prospérer son île principale mais également de nombreuses autres îles colonisées dans le Nouveau Monde. Le jeu combine des éléments de city-builder pour les aspects de construction et de développement des colonies avec des éléments de jeu de stratégie en temps réel pour l’aspect militaire qui, sans être prépondérant, est néanmoins incontournable pour assurer la protection des colonies. Comme les autres jeux de la franchise il se distingue des city-builders classiques par l’importance donné à l’exploration et au commerce,. Le jeu dispose de plusieurs modes de jeu : un mode histoire, un mode de construction libre et un mode multijoueur en ligne,.

## Développement
Anno 1800 est développé par Blue Byte, une société allemande de développement fondée en 1988 — à l'origine sous le nom de Blue Byte Software GmbH. La structure s'est lancé tant dans le développement que l'édition de jeu vidéo, dont le client privilégié est l'entreprise française Ubisoft. En 2001, Blue Byte est rachetée par Ubisoft et change de nom en devenant : Ubisoft Blue Byte. Par la suite, la société allemande participe notamment, de près ou de loin, à la réalisation de plusieurs opus dédiés à la franchise vidéo-ludique Anno, dont le dernier, Anno 2205, remonte à 2015.
Justement en 2015, la série Anno (lancée en 1998) est en difficulté depuis qu'elle ne parvient plus à conquérir son public. En effet, les premiers jeux de la franchise prenaient place dans un cadre historique, avec la colonisation du Nouveau Monde et qui s'étalait du XVe siècle au XVIIIe siècle. Or, depuis 2013, Anno 2070 et Anno 2205 se déroulaient dans des époques futuristes. Avec Anno 1800, Ubisoft et Blue Byte cherchent ainsi à revenir aux fondements de la série et espèrent répondre aux attentes des joueurs comme l'explique Benedikt Grindel, directeur de Blue Byte : « nous souhaitions vraiment combler nos fans en leur proposant les fonctionnalités de la licence qu'ils apprécient le plus, combinées à un gameplay innovant et une nouvelle époque emblématique »,.
Anno 1800 est dévoilé au cours de la Gamescom 2017 et prévu promptement pour l'hiver 2018,.

## Extensions
Depuis la sortie du jeu plusieurs « Season Pass » sont sorties, au rythme d'un pack de 3 DLC par an, permettant de d'étendre l'expérience de jeu. Ces « Season Pass » permettent notamment aux joueurs d'explorer de nouvelles régions, l'Arctique ou la « Terre des Lions », de construire des gratte-ciels, un nouveau port, ou un Capitole, de développer le tourisme ou moderniser l'agriculture ,,,.
Ubisoft propose également des « Cosmetic Packs » ou packs d'embellissement qui proposent de nouvelles décorations, souvent thématiques, pour embellir les villes des joueurs.

### Liste des extensions
| 2019 | Anno 1800 : Botanica               | Extension |
| 2019 | Anno 1800 : Trésor Englouti        | Extension |
| 2019 | Anno 1800 : Le passage             | Extension |
| 2020 | Anno 1800 : Terre des lions        | Extension |
| 2020 | Anno 1800 : Le Capitole            | Extension |
| 2020 | Anno 1800 : Révolution Agricole    | Extension |
| 2021 | Anno 1800 : Port d'attache         | Extension |
| 2021 | Anno 1800 : Vers les sommets       | Extension |
| 2021 | Anno 1800 : Saison touristique     | Extension |
| 2022 | Anno 1800 : Graines du changements | Extension |
| 2022 | Anno 1800 : Empires des Cieux      | Extension |
| 2022 | Anno 1800 : De nouveau horizons    | Extension |

## Accueil

### Ventes
Le jeu s'est vendu à plus de 2 millions d'exemplaires en décembre 2021,. Il s'agit du meilleur démarrage de la franchise.

### Critique
Le jeux est bien accueilli par le public et les médias spécialisés. Le gameplay accessible, la qualité des graphismes, la direction artistique, la Bande-son de grande qualité, ainsi que l’aspect historique et le scénario sont mis en avant. Les critiques saluent un retour aux sources réussi ,.

### Récompenses et nominations
Le jeu remporte le Gamescom Awards Meilleur jeu PC 2018 . Il était également nommé dans les catégories Meilleur jeu de stratégie et Meilleur jeu de simulation .